# Siegfried Lenz

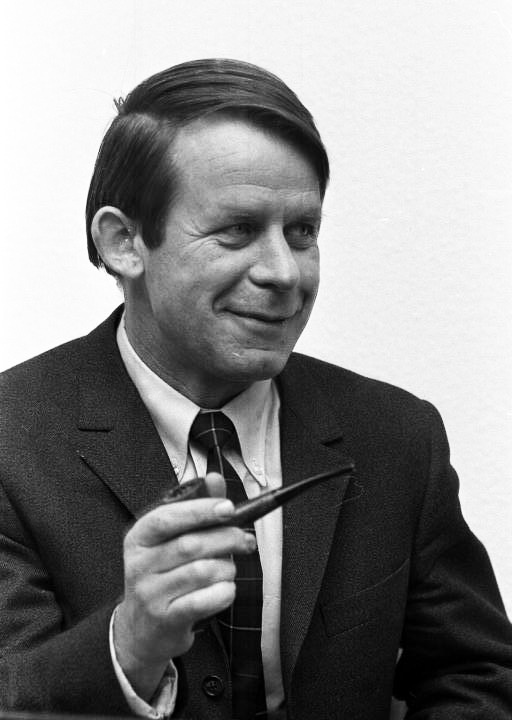
Siegfried Lenz (1969)

Siegfried Lenz (* 17. März 1926 in Lyck, Ostpreußen; † 7. Oktober 2014 in Hamburg) war ein deutscher Schriftsteller und einer der bekanntesten deutschsprachigen Erzähler der Nachkriegs- und Gegenwartsliteratur. Als Lenz’ wichtigstes Werk gilt der in viele Sprachen übersetzte und verfilmte Roman Deutschstunde (1968), der die Zeit des Nationalsozialismus und einen falsch verstandenen Pflichtbegriff behandelt. Auch seine erste Sammlung von Kurzgeschichten aus dem Jahr 1955, So zärtlich war Suleyken, wurde aufgrund seiner neuartigen Erzählweise und der Verwendung der ostpreußisch-masurischen Umgangssprache sehr erfolgreich.

## Leben
Siegfried Lenz war der Sohn eines Zollbeamten und wuchs in Masuren auf. Nach dem frühen Tod des Vaters zog seine Mutter mit ihrer Tochter von Lyck weg und ließ den gerade schulpflichtig gewordenen Siegfried bei der Großmutter, die am Ufer des Lyck-Sees wohnte, zurück. Im Jahre 1939 konnte er zunächst im Dorf Saugen (Ostpreußen) an einem „Landjahr“ teilnehmen und sich schließlich zu einem neunmonatigen Kurs für Hochbegabte qualifizieren, der an der Klaus-Harms-Schule in Kappeln in Schleswig-Holstein abgehalten wurde. Während fünf seiner Mitschüler zu einer Napola-Schule überwiesen wurden, besuchte Lenz ein Internat in Samter. Lenz beschreibt später das Internatsleben in Samter, lässt aber die Vorbereitungsphase in Kappeln aus. Nach dem Notabitur 1943 in Samter wurde er zur Kriegsmarine eingezogen.

### Soldat
Siegfried Lenz beantragte am 12. Juli 1943 die Aufnahme in die NSDAP und wurde zum 20. April 1944 aufgenommen (Mitgliedsnummer 9.803.727). Er wusste nach eigenem Bekunden nichts davon und meinte, dass er ohne sein Wissen in einem Sammelverfahren in die NSDAP aufgenommen wurde, allerdings war nach aktuellem Forschungsstand eine Aufnahme ohne eigenes Zutun nicht möglich. Am 20. April 1945 wurde er in einem Massenbeförderungsverfahren zum Fähnrich zur See ernannt.  Kurz vor Ende des Zweiten Weltkriegs desertierte er in Dänemark vom Kadettenschulschiff Hansa und geriet auf seiner Flucht in Schleswig-Holstein in britische Kriegsgefangenschaft. Dort wurde Lenz zum Dolmetscher einer britischen Entlassungskommission. In dem 1966 erschienenen Aufsatz Ich zum Beispiel berichtete er sowohl von der Euphorie des 17-jährigen Lenz bei der Einberufung als auch über die spätere Ernüchterung sowie das erlösende Ende der Lügen beim Kriegsende.

### Student, Volontär, Redakteur
Nach seiner Entlassung besuchte er von 1945 bis 1948 die Universität Hamburg, um dort Philosophie, Anglistik und Literaturwissenschaft zu studieren. Von 1946 bis 1949 wohnte er in Bargteheide, das er 1969 in der Erzählung Waldgänge und 2009 in der Novelle Landesbühne erwähnte. Sein Studium brach er vorzeitig ab und wurde 1948 Volontär bei der Tageszeitung Die Welt. Von 1950 bis 1951 war er Feuilleton-Redakteur bei dieser Zeitung. Dort lernte er auch seine Ehefrau Liselotte („Lilo“, * 4. August 1918; † 5. Februar 2006) kennen, die später einige seiner Bücher illustrierte. Die Ehe wurde 1949 geschlossen. Der Vorabdruck seines eigenen ersten Romans im Literaturteil der Tageszeitung, den Willy Haas entschied, ermutigte ihn, ein Leben als freiberuflicher Schriftsteller anzustreben.

### Schriftsteller
Im Jahr 1951 veröffentlichte Siegfried Lenz seinen ersten Roman bei Hoffmann und Campe: Es waren Habichte in der Luft. Mit dem Honorar finanzierte er eine Reise nach Kenia. Aus dieser entstand seine Erzählung Lukas, sanftmütiger Knecht, in der unter anderem der Mau-Mau-Aufstand verarbeitet ist. Seitdem lebte Lenz als freier Schriftsteller in Hamburg, später auf der dänischen Insel Alsen und besaß dann für die Sommermonate einen Bungalow in Tetenhusen.
Lenz war regelmäßiger Gast des Literatentreffens Gruppe 47. Er gehörte zum Hamburger Büro des Kongresses für kulturelle Freiheit. Gemeinsam mit Günter Grass engagierte er sich für die SPD und unterstützte die neue Ostpolitik Willy Brandts. Zur Unterzeichnung des deutsch-polnischen Vertrages wurde er 1970 nach Warschau eingeladen. Im Oktober 2011 wurde er Ehrenbürger seiner ostpreußischen Geburtsstadt.
Die Zusammenarbeit mit dem Verlag Hoffmann und Campe leitete Albrecht Knaus.
Lenz war ab 1967 Mitglied des PEN-Zentrums Deutschland. Er gehörte der Freitagsgesellschaft Helmut Schmidts an. Ab 2003 war er Gastprofessor an der Heinrich-Heine-Universität Düsseldorf und Ehrenmitglied der Freien Akademie der Künste Hamburg.

### Späte Jahre

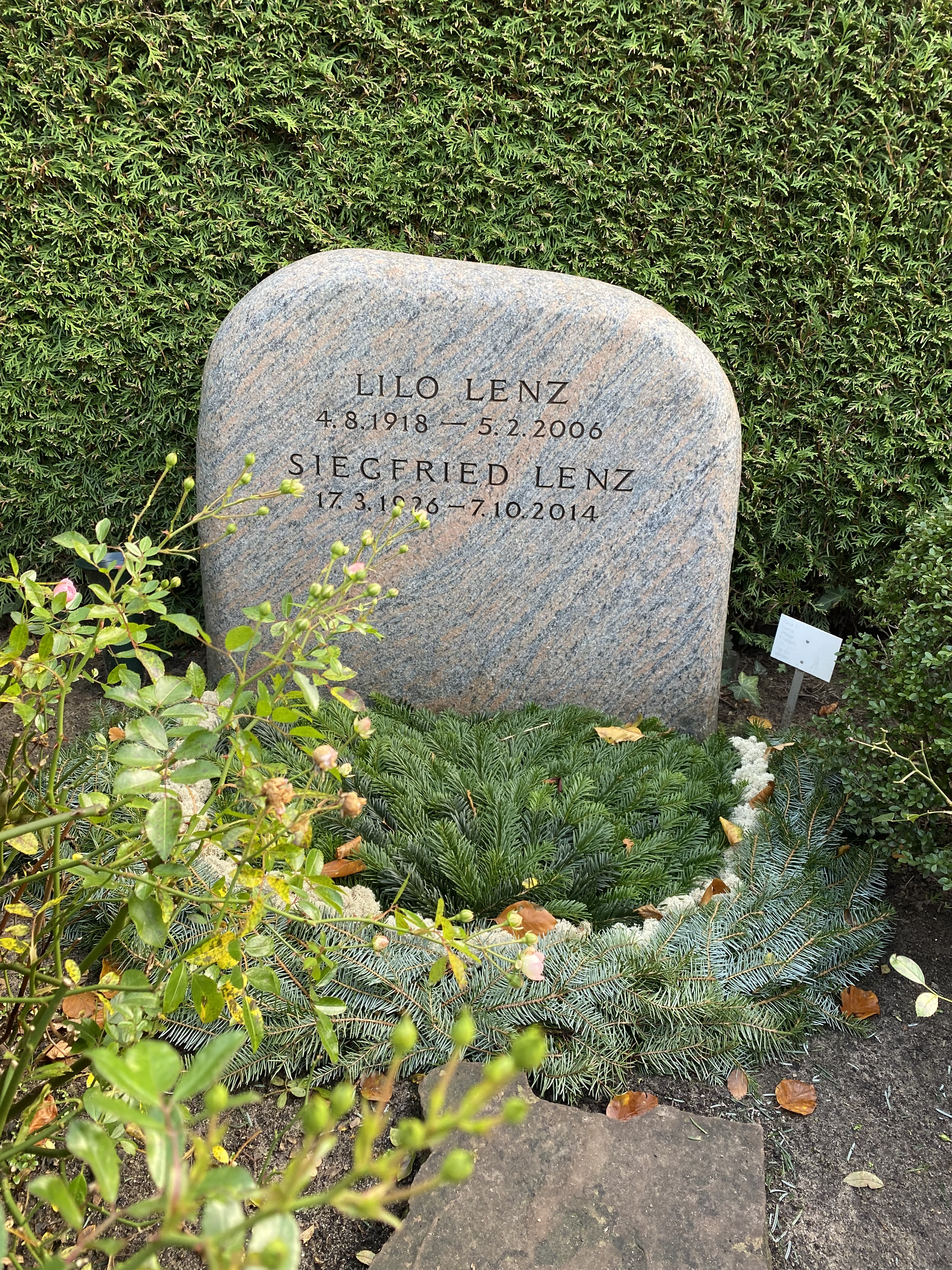
Grabstätte

Nach dem Tod seiner Ehefrau Lieselotte 2006 heiratete der inzwischen 84-jährige im Juni 2010 seine langjährige Hamburger Nachbarin Ulla Reimer. Im Frühjahr 2014 gab er bekannt, sein persönliches Archiv dem Deutschen Literaturarchiv Marbach zu überlassen. Im Juni 2014 gründete er eine gemeinnützige Stiftung mit Sitz im Hamburger Stadtteil Barmbek, die sich der wissenschaftlichen Aufarbeitung seines Werkes widmen soll. Von dieser Stiftung wird auch seit 2014 der Siegfried Lenz Preis vergeben.
Am 7. Oktober 2014 starb Siegfried Lenz im Alter von 88 Jahren in Hamburg. Er wurde am 28. Oktober 2014 neben seiner ersten Frau Liselotte auf dem Friedhof Groß Flottbek beigesetzt. Zuvor fand eine Trauerfeier in der Hauptkirche St. Michaelis statt. Lenz lebte von 1963 bis zu seinem Tod in einer Villa in Hamburg-Othmarschen, die 2017 abgerissen wurde.

## Werk

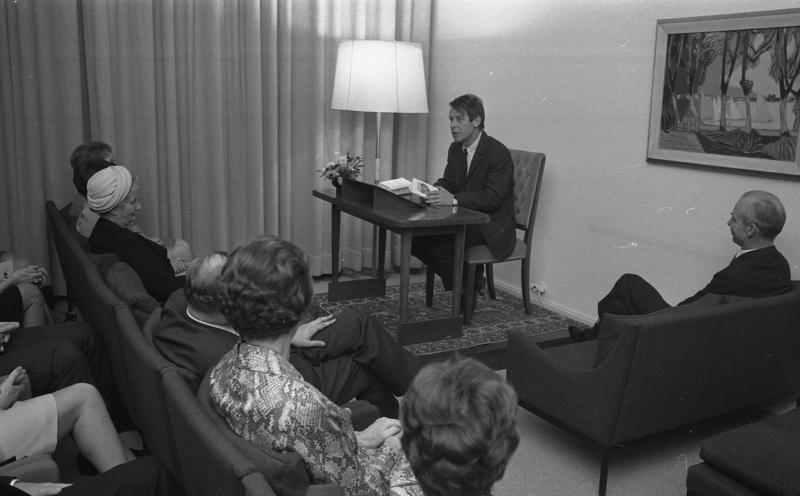
Lenz bei einer Lesung in Bonn (1969)

Neben 15 Romanen verfasste Siegfried Lenz über hundert Erzählungen, Theaterstücke, Hörspiele, Essays, Reden, Rezensionen und mischte sich immer wieder ins politische Tagesgeschehen ein. Laut Hanjo Kesting gehörte er neben Heinrich Böll und Günter Grass „zu den bestimmenden und herausragenden Autoren der deutschen Nachkriegsliteratur“. In seinen frühen Jahren war er einer der Wegbereiter des Genres der Kurzgeschichte in der deutschsprachigen Literatur und blieb lange deren herausragender Vertreter. Über Jahrzehnte hinweg finden sich Modellgeschichten wie Das Feuerschiff (1960) im Kanon der Schullektüre. Erst spät etablierte sich Lenz mit Romanen wie Deutschstunde (1968), Heimatmuseum (1978) und Arnes Nachlaß (1999) auch als Meister der langen Prosaform. Noch 1963 urteilte etwa Marcel Reich-Ranicki: „Dieser Erzähler ist ein geborener Sprinter, der sich in den Kopf gesetzt hat, er müsse sich auch als Langstreckenläufer bewähren.“
Zunächst war Lenz vor allem beeinflusst von Ernest Hemingway, der ihm „die Möglichkeit eines Selbstverständnisses“ eröffnete. In den 1960er Jahren distanzierte er sich von Hemingway und wandte sich vor allem seinem „bewunderten Vorbild“ William Faulkner zu. Lenz’ konventionelle Erzählweise, die an Erzähler des 19. Jahrhunderts erinnert, führte zur Kritik, er sei ein Traditionalist und seine Werke seien „altmodisch“. Marcel Reich-Ranicki belegte Lenz mit dem Prädikat „der gütige Zweifler“. Hanjo Kesting beschreibt seine Gelassenheit und seinen Humor als zentrale Eigenschaften, die sein Werk ebenso bestimmen wie „die Haltung des Epikers, die Welt und die Menschen lieber zu verstehen als zu verurteilen“. Dabei blieb Lenz jederzeit auch Pädagoge, der nach eigener Aussage aufzeigen wollte, „daß es richtiges und falsches Handeln gibt“. In einer vielzitierten Rede betonte er: „Ich schätze nun einmal die Kunst, herauszufordern, nicht so hoch ein wie die Kunst, einen wirkungsvollen Pakt mit dem Leser herzustellen, um die bestehenden Übel zu verringern.“
Kurz vor Lenz’ Tod wurden etwa 80 bisher unbekannte Gedichte gefunden, die zwischen 1947 und 1949 entstanden sein sollen. Thema sind seine Kriegserlebnisse und die Probleme im Nachkriegsdeutschland. Es ist noch offen, ob die Gedichte veröffentlicht werden.
Sein 1951 verfasster Roman Der Überläufer erschien postum im Jahr 2016. Ursprünglich hätte das Werk bereits 1952 veröffentlicht werden sollen, doch zog der Verlag die bereits gegebene Zusage aus politischen Gründen zurück (wie es zum Beispiel 1948 auch Heinrich Böll mit seiner Erzählung Das Vermächtnis ergangen war). Der Roman handelt von einem deutschen Soldaten, der sich gegen Ende des Zweiten Weltkriegs Partisanen und damit der Roten Armee anschließt.
Lenz’ Nachlass liegt im Deutschen Literaturarchiv Marbach. Teile davon sind im Literaturmuseum der Moderne in Marbach in der Dauerausstellung zu sehen, insbesondere das Manuskript zu Deutschstunde.

## Auszeichnungen und Ehrungen
- 1953: Lessing-Preis der Freien und Hansestadt Hamburg (Stipendium)
- 1961: Kulturpreis der Landsmannschaft Ostpreußen
- 1962: Literaturpreis der Stadt Bremen für Zeit der Schuldlosen
- 1970: Gerhart-Hauptmann-Preis für Zeit der Schuldlosen
- 1970: Lessing-Ring und Literaturpreis der deutschen Freimaurer
- 1976: Ehrendoktorwürde der Universität Hamburg[32]
- 1979: Andreas-Gryphius-Preis
- 1984: Thomas-Mann-Preis
- 1985: Manès-Sperber-Preis
- 1987: Wilhelm-Raabe-Preis für Exerzierplatz und Gesamtwerk
- 1988: Friedenspreis des Deutschen Buchhandels[33]
- 1989: Heinz-Galinski-Preis
- 1995: Jean-Paul-Preis
- 1997: Hermann-Sinsheimer-Preis
- 1998: Samuel-Bogumil-Linde-Preis
- 1998: Mercator-Professur der Gerhard-Mercator-Universität Duisburg
- 1999: Goethepreis der Stadt Frankfurt am Main
- 2001: Ehrensenatorenwürde der Universität Hamburg
- 2001: Weilheimer Literaturpreis
- 2002: Corine – Ehrenpreis des Bayerischen Ministerpräsidenten für das Lebenswerk
- 2002: Ehrendoktorwürde der Universität Erlangen-Nürnberg
- 2002: Ehrenbürger von Hamburg
- 2002: Bremer Hansepreis für Völkerverständigung
- 2002: Johann-Wolfgang-von-Goethe-Medaille in Gold
- 2003: Heinrich-Heine-Professur der Universität Düsseldorf
- 2004: Hannelore-Greve-Literaturpreis
- 2004: Ehrenbürger von Schleswig-Holstein. Mit seinen Werken habe er die Landschaft Schleswig-Holsteins in aller Welt bekannt gemacht und seine Menschen einfühlsam porträtiert.
- 2005: Preis der Hermann-Ehlers-Akademie
- 2006: Goldene Feder Ehrenpreis für „sein literarisch unvergleichliches Werk“
- 2007: Ehren-Schleusenwärter der Congregation der Alster-Schleusenwärter S.C. in Hamburg[34]
- 2009: Lew-Kopelew-Preis
- 2010: Nonino-Preis (italienische internationale Kulturauszeichnung „Premio Nonino“)
- 2011: Ehrenbürgerwürde seiner polnischen Geburtsstadt Ełk (früher Lyck)[35]

In den 1970er Jahren sollte Lenz das Bundesverdienstkreuz erhalten. Er lehnte jedoch mit dem Hinweis ab, dass er Bürger einer Hansestadt sei. Laut Günter Grass war der wahre Grund jedoch, dass auch viele ehemalige Nationalsozialisten den Orden bekommen hatten.
Im Jahr 2017 wurde die nahe an der dänischen Grenze gelegene Gemeinschaftsschule Handewitt in Siegfried-Lenz-Schule Handewitt umbenannt.

## Siegfried Lenz Stiftung
Im Juni 2014 wurde die vom Autor selbst ins Leben gerufene Siegfried Lenz Stiftung von der Stadt Hamburg anerkannt. Die Hauptaufgabe der Stiftung ist die wissenschaftliche Aufarbeitung des publizistischen und schriftstellerischen Werks. Auch sollen junge Künstler und Wissenschaftler durch vergebene Stipendien unterstützt werden. Die Stiftung ist damit beauftragt, den Siegfried Lenz Preis zu verleihen, einen Literaturpreis, der erstmals im Jahr 2014 im Hamburger Rathaus überreicht wurde. Die Auszeichnung soll internationale Schriftstellerinnen und Schriftsteller ehren, deren Werk nicht nur große Anerkennung erlangte, sondern deren schöpferisches Wirken dem Geist von Siegfried Lenz nahe ist. Der Preis wird alle zwei Jahre verliehen und ist mit 50.000 Euro dotiert.

## Werke

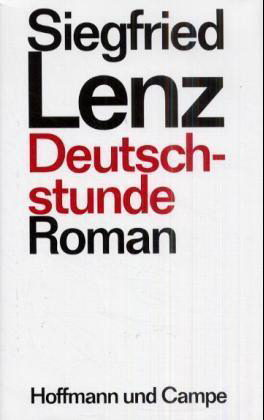
Deutschstunde, Umschlag der Erstausgabe von 1968

### Romane
- 1951: Es waren Habichte in der Luft Verlag Hoffmann und Campe (Erschien 1952 auch als Fortsetzungsroman in der Tageszeitung die Welt).
- 1951: Der Überläufer (postum 2016 publiziert)[28] (Platz 1 der Spiegel-Bestsellerliste vom 12. März bis zum 15. April 2016) Verlag Hofmann und Campe, ISBN 978-3-455-40570-5.
- 1953: Duell mit dem Schatten, Verlag Hoffmann und Campe.
- 1957: Der Mann im Strom[39] Verlag Hoffmann und Campe.
- 1959: Brot und Spiele Verlag Hoffmann und Campe.
- 1963: Stadtgespräch Verlag Hoffmann und Campe.
- 1968: Deutschstunde (Platz 1 der Spiegel-Bestsellerliste in den Jahren 1968 und 1969) Verlag Hoffmann und Campe.
- 1973: Das Vorbild Verlag Hoffmann und Campe, ISBN 978-3-455-40598-9
- 1978: Heimatmuseum (Platz 1 der Spiegel-Bestsellerliste vom 11. September 1978 bis zum 1. April 1979) Verlag Hoffman und Campe / auch als Sonderausgabe in Leder im Schuber Aufl. 1000 Stück, ISBN 3-455-04223-6.(Erstausgabe)
- 1981: Der Verlust Verlag Hoffmann und Campe, ISBN 3-455-04244-9.
- 1985: Exerzierplatz Verlag Hoffmann und Campe, ISBN 3-455-04213-9.
- 1990: Die Klangprobe Verlag Hoffmann und Campe, ISBN 3-455-04251-1.
- 1994: Die Auflehnung Verlag Hoffmann und Campe, ISBN 3 455 04252-X.
- 1999: Arnes Nachlaß Verlag Hoffmann und Campe.
- 2003: Fundbüro Verlag Hoffmann und Campe, ISBN 3 455-96805-8.

### Erzählungen und Novellen
- 1955 "Der einsame Jäger" Erzählung, Rufer Verlag Gütersloh, Erschienen in der Reihe -Dein Leseheft- Nr. 96 / 16 Seiten mit Illustrationen von Franz Richter Johnsen
- 1955: So zärtlich war Suleyken. Masurische Geschichten, Kurzgeschichten
- 1956: Das schönste Fest der Welt Verlag: Hans Bredow Institut Hamburg
- 1956: Das Kabinett der Konterbande Verlag:Hoffmann und Campe-
- 1957: Das Wunder von Striegeldorf
- 1957: Risiko für Weihnachtsmänner Erzählung
- 1958: Der Anfang von etwas, Erzählung, Verlag Hoffmann und Campe
- 1958: Jäger des Spotts. Geschichten aus dieser Zeit, Erzählungen
- 1958: Lukas, sanftmütiger Knecht, Erzählung (12 Seiten)
- 1959: Ein Freund der Regierung, Kurzgeschichte
- 1960: Das Feuerschiff, Erzählungen (enthält u. a. Das Feuerschiff und Lieblingsspeise der Hyänen)
- 1960: Der Verzicht, Erzählungen, Verlag Hoffmann und Campe 1985 als Sonderdruck Auflage 250 St. mit acht Holzstichen, Edition Thiessen Neuisenburg
- 1961: Zeit der Schuldlosen, szenisches Werk Verlag:Hans Bredow Institut HH und 1962 bei Kiepenheuer Witsch, ISBN 3 462 00232 5
- 1962: Stimmungen der See, Erzählungen
- 1964: Das Gesicht, szenisches Werk (Komödie) Studio Hoffmann und Campe
- 1964: Lehmanns Erzählungen oder so schön war mein Markt, Erzählung
- 1965: Der Spielverderber, Erzählung, Verlag Hoffmann und Campe
- 1967: Haussuchung, szenisches Werk Hoffmann und Campe 1970 erschienen im DTV (Deutscher Taschenbuch Verlag)
- 1968: Leute von Hamburg, Erzählung Verlag:Hoffmann und Campe
- 1970: Die Augenbinde, szenisches Werk erschienen im Rowohlt Theater Verlag - nur für diejenigen die eine Freigabe zur Aufführung hatten, Das Stück wurde am 28.2.1970 im Schauspielhaus Düsseldorf uraufgeführt.
- 1971: Der Leseteufel, Privatdruck Dr. Lothar Rossipaul Verlagsgemeinschaft mit 10 Originalholzschnitten von Archibald Bora, Auflage 100 St. (häufig signiert von S.Lenz, Rossipaul und Bora in verschiedenen Konstellationen)
- 1973: Wie bei Gogol, Erzählung
- 1975: Der Geist der Mirabelle, Erzählung (Platz 1 der Spiegel-Bestsellerliste vom 31. März bis zum 13. Juli 1975) Verlag Hoffmann und Campe, ISBN 3-455-04206-6
- 1975: -August- Einstein überquert die Elbe bei Hamburg, Erzählungen Verlag: Hoffmann und Campe, ISBN 3 455 04227-9
- 1977: Ein Haus aus lauter Liebe, Erzählung, Aufbau Verlag DDR, Lizenznummer 301.120/17/77. Mit Genehmigung des Hofmann und Campe Verlages HH.
- 1978: Die Wracks von Hamburg, Erzählung, Verlag: Gerhard Stallung AG Oldenburg u. Hamburg
- 1980: Drei Stücke, szenisches Werk, Verlag: Hofmann und Campe, ISBN 3-455-04242-2
- 1984: Ein Kriegsende, Erzählung Verlag Hoffmann und Campe, ISBN 3-455-04212-0, Sonderdruck 1985 Auflage 125 St. Büchergilde Gutenberg und Sonderdruck 1986 auf Leinen Auflage 350 Exemplare Eurograhica Helsinki (auf Deutsch)
- 1986: Die Erzählungen 1949–1984, 3 Bände Verlag: Deutscher Bücherbund Stuttgart.-München. Keine ISBN
- 1987: Das serbische Mädchen, Erzählung,Verlag Hoffmann und Campe, ISBN 3 455 04245-7
- 1987: Geschichten ut Bollerup, Plattdeutsch, Quickborn Verlag, ISBN 3-87651-110-0
- 1988: Motivsuche, Erzählungen, Aufbau Verlag für die DDR, genehmigt von Hofmann und Campe, ISBN 3-351-01298-5
- 1996: Ludmilla, Erzählung, Verlag Hoffmann und Campe, ISBN 3 455 04256-2
- 2002: Zaungast, Erzählungen Edition Welttag-Börsenverein des deutschen Buchhandels e. V. ISBN 3-7657-2459-9
- 2006: Die Erzählungen. ISBN 3-455-04285-6.
- 2008: Schweigeminute, Novelle
- 2008: Jütländische Kaffeetafel, Erzählung, Illustration Kirsten Reinhold Verlag Hofmann und Campe, ISBN 978-3-455-38036-1
- 2009: Landesbühne, Novelle. Hoffmann und Campe, Hamburg, ISBN 978-3-455-30665-1.
- 2009: Der Ostertisch, Erzählung, Illustration: Jacky Gleich, ISBN 978-3-455-38054-5.
- 2011: Die Ferne ist nah genug. Erzählungen. Hrsg. von Helmut Frielinghaus. dtv, München, ISBN 978-3-423-14023-2.
- 2011: Die Maske. Erzählungen. Hoffmann und Campe, Hamburg 2011, ISBN 978-3-455-40098-4.[40]
- 2011: Harmonie. Die Versuchsperson. Zwei Einakter. Hoffmann und Campe, Hamburg, ISBN 978-3-455-04292-4.
- 2012: Küste im Fernglas. Erzählungen. Hrsg. von Helmut Frielinghaus. dtv, München 2012, ISBN 978-3-423-14080-5.
- 2013: Die Nacht im Hotel. Illustriert von Joëlle Tourlonias, ISBN 978-3-455-38127-6.
- 2013: Eine Liebesgeschichte. Zärtliches aus Suleyken. Illustriert von Franziska Harvey. ISBN 978-3-455-38134-4.
- 2013: Das Wunder von Striegeldorf. Eine Weihnachtsgeschichte. Neuausgabe mit Illustrationen von Franziska Harvey. ISBN 978-3-455-38083-5.
- 2014: Leute von Hamburg. Mit Bildern von Klaus Fußmann und einem Vorwort von Helmut Schmidt, Hoffmann und Campe, ISBN 978-3-455-40513-2.
- 2015: Das Wettangeln. Illustriert von Nikolaus Heidelbach. Hoffmann und Campe, Hamburg, ISBN 978-3-455-40548-4.
- 2015: Eine Art Bescherung Weihnachts- und Wintergeschichten. Hoffmann und Campe, Hamburg, ISBN 978-3-455-40539-2.
- 2024: Dringende Durchsage Erzählungen. Hoffmann und Campe, Hamburg, ISBN 978-3-455-01823-3.

### Essays, Kinderbücher, Reden
- 1953: Lotte soll nicht sterben. Kinderbuch.
- 1956: Das Kabinett der Konterbande, Rede Verlag Hoffmann und Campe
- 1957: Auf der Suche nach mythischen Schätzen. Essay
- 1957: Rede zur Verleihung des Georg Büchner Preises, Erstdruck Cecile Dressler Verlag-Für Freunde Ende 1957, gleichzeitig – Anfang 1958 erschienen im Artrium Verlag
- 1967: Elfenbeinturm und Barrikaden, Schriftsteller zwischen Literatur und Politik, Rede 23. Juni 1976 anläßlich seiner Ehrenpromotion der Universität Hamburg, Verlag Hoffmann und Kampe, ISBN 3-455-04233-3
- 1970: Beziehungen Ansichten und Bekenntnisse zur Literatur. Essay/Gespräch. Verlag Hofmann und Campe
- 1971: Die Herrschaftssprache der CDU. Rede.
- 1971: Verlorenes Land – Gewonnene Nachbarschaft. Wählerinitiative NORD, Erschienen Hans Kock, Buch.- und Offsetdruck Bielefeld
- 1971: So war das mit dem Zirkus. Kinderbuch. Verlag Hoffmann und Campe
- 1980: Gespräche mit Manès Sperber und Leszek Kołakowski. Essay/gespräch Verlag Hoffmann und Campe
- 1982: Über Phantasie: Gespräche mit Heinrich Böll, Günter Grass, Walter Kempowski, Pavel Kohout.
- 1983: Elfenbeinturm und Barrikade. Erfahrungen am Schreibtisch. Essay. Verlag Hoffmann und Campe
- 1983: Manés Sperber, Verleih des Friedenspreises des deutschen Buchhandels, Rede/Ansprache, Herausgeber Buchhändler Vereinigung GMBH
- 1985: Etwas über Namen – Verleihung des Thomas Mann Preises Lübeck, Rede, Verlag Hoffmann und Campe
- 1986: Geschichte erzählen – Geschichten erzählen.
- 1988: Dostojevski-Der gläubige Zweifler, Essay, erschienen im Verlag Edition Toni Pongraz Nr. 28, Auflage 1000 die ersten 300 signiert.
- 1988: Am Rande des Friedens- Friedenspreis des Deutschen Buchhandels, Rede, erschienen im Verlag Hoffmann und Campe (auf Deutsch und Englisch) und Börsenverein des deutschen Buchhandels
- 1992: Über das Gedächtnis. Reden und Aufsätze.
- 1992: Mutmassungen über die Wirkung von Literatur, Essay, erschienen Nora Handpresse Düsseldorf, Auflage 48 Exemplare
- 1996: Ludmilla Essay/Gespräch. Verlag Hoffmann und Campe
- 1998: Über den Schmerz. Essay. Verlag Hoffmann und Campe
- 2001: Mutmaßungen über die Zukunft der Literatur. Essay. Verlag Hoffmann und Campe
- 2006: Selbstversetzung, Über Schreiben und Leben. Hoffmann und Campe Verlag, Hamburg, ISBN 3-455-04286-4.
- 2012: Amerikanisches Tagebuch 1962. Hoffmann und Campe Verlag, ISBN 978-3-455-40422-7.
- 2014: Gelegenheit zum Staunen. Ausgewählte Essays. Hrsg. von Heinrich Detering. Hoffmann und Campe Verlag, ISBN 978-3-455-40493-7.
- 2017: Marvellas ganze Freude. Illustriert von Nikolaus Heidelbach. Hoffmann und Campe Verlag, Hamburg, ISBN 978-3-455-40621-4.
- 2021: Florian der Karpfen, Märchen Geschichte, Verlag Hoffmann und Campe
- 2024: Rundfunkstücke 1947-1953 (3 Bände). Hoffmann und Campe Verlag, Hamburg, ISBN 978-3-455-40613-9.

### Verfilmungen (Auswahl)
- 1953: Inspektor Tondi (Fernsehfilm) – Regie: Hanns Farenburg, mit Karl John, Karl Klüsner, Maria Martinsen, Helmuth Rudolph u. a.
- 1958: Der Mann im Strom – Regie: Eugen York, mit Hans Albers, Gina Albert, Helmut Schmid, Jochen Brockmann, Wolfgang Völz, Joseph Offenbach u. a.
- 1963: Das Feuerschiff – Regie: Ladislao Vajda, mit Dieter Borsche, Helmut Wildt, Michael Hinz, Pinkas Braun, Sieghardt Rupp u. a.
- 1964: Die Zeit der Schuldlosen – Regie: Thomas Fantl, mit Karl-Otto Alberty, Otto Brüggemann, Hans Reiser, Wolfgang Kieling, Peter Pasetti, Erik Schumann u. a.
- 1966: Ein Haus aus lauter Liebe (Fernsehfilm) – Regie: Herbert Vesely, mit Heinz Bennent und Herbert Fleischmann.
- 1971: Deutschstunde (Fernsehfilm) – Regie: Peter Beauvais, mit Wolfgang Büttner, Arno Assmann, Irmgard Först, Edda Seippel, Lisa Helwig u. a.
- 1975: Lehmanns Erzählungen (Fernsehfilm) – Regie: Wolfgang Staudte, mit Otto Sander, Karl Lieffen u. a.
- 1984: Ein Kriegsende (Fernsehfilm) – Regie: Volker Vogeler, mit Wigand Witting, Rüdiger Kirschstein, Boris Vogeler, Michael Weckler u. a.
- 1986: Das Feuerschiff (The Lightship) (USA) – Regie: Jerzy Skolimowski, mit Tom Bower, Klaus Maria Brandauer, Robert Costanzo, Badja Djola, Robert Duvall u. a.
- 1988: Heimatmuseum (Fernsehfilm) – Regie: Egon Günther, mit Mario Adorf, Helmut Zierl, Rüdiger Kirschstein, Dolly Dollar u. a.
- 1991: Das serbische Mädchen – Regie: Peter Sehr, mit Mirjana Joković, Ben Becker, Pascal Breuer, Vladimir Torbica, Joachim Regelien u. a.
- 2006: Der Mann im Strom (Fernsehfilm) – Regie: Nikolaus Stein von Kamienski, mit Jan Fedder, Lea Draeger, Moritz Grove, Peter Kurth, Peter Jordan, Fabian Meier u. a.
- 2008: Das Feuerschiff (Fernsehfilm) – Regie: Florian Gärtner, mit Jan Fedder, Axel Milberg, Tobias Schenke, Christian Tasche, Margarita Broich, Siegfried Lenz u. a.
- 2009: Die Auflehnung (Fernsehfilm) – Regie: Manfred Stelzer, mit Jan Fedder, André Hennicke, Susanne Lothar, Jodie Ahlborn, Josef Heynert u. a.
- 2012: Arnes Nachlass (Fernsehfilm) – Regie: Thorsten Schmidt, mit Jan Fedder, Max Hegewald, Suzanne von Borsody u. a.
- 2014: Die Flut ist pünktlich (Fernsehfilm) – Regie: Thomas Berger, mit Ina Weisse, August Zirner, Jürgen Vogel u. a.
- 2015: Der Verlust (Fernsehfilm) – Regie: Thomas Berger, mit Ina Weisse, Heino Ferch, Meret Becker u. a.
- 2015: Die Nacht im Hotel (Kurzfilm) – Regie: Konstantinos Sampanis, mit Dirk Böhling, Heinz Hoenig u. a.
- 2016: Schweigeminute (Fernsehfilm) – Regie: Thorsten Schmidt, mit Julia Koschitz und Jonas Nay
- 2018: Der Anfang von etwas (Fernsehfilm) – Regie: Thomas Berger, mit Ina Weisse und Juergen Maurer
- 2019: Deutschstunde – Regie: Christian Schwochow, mit Tobias Moretti und Ulrich Noethen
- 2020: Der Überläufer (Fernsehfilm) – Regie: Florian Gallenberger, mit Jannis Niewöhner, Rainer Bock, Bjarne Mädel und Ulrich Tukur

### Originalhörspiele
Die ARD-Hörspieldatenbank und das NDR Schallarchiv enthalten für den Zeitraum von 1953 bis 1970 (Stand: Oktober 2023) diese Datensätze mit Siegfried Lenz als Autor eines Originalhörspiels.
- 1953: (27. April) Mitwisser. Eine Erzählung, NWDR 12:15Min
- 1954: Das schönste Fest der Welt – Regie: Hans Gertberg (mit Hans Lietzau, Fritz Schröder-Jahn, Wolfgang Wahl u. a.) (NWR)
- 1954: (28. Januar) Die Nacht des Tauchers – Die Wracks im Hamburger Hafen – Regie: Heinz-Otto Müller (mit Ronald Veit, Ernst Altmann, Jürgen Goslar u. a.) (HR) 47:49 Min
- 1954: (8. März) Die Insel der Resignation. Sardinische Augenblicke, Regie Kurt Reiss, Produktion NWDR 56:55 Min
- 1954: (1. Dezember) Unfug der Alternativen. Ein Feuilleton, Produktion NWDR 7:20 Min
- 1954: (2. Dezember) Das war Onkel Manoah. Aus -So zärtlich war Suleyken - NWDR 10:10 Min
- 1954: (28. Dezember) Ich suche meinen Namen. Hörfolge um ein Flüchtlingskind, Regie: Günter Siebrecht, Produktion RB 41:43 Min
- 1955: (9. März) Die Fischer von Jinjaboa. Eine Funknovelle, Regie: Hans Rosenhauer, NWDR 43:40 Min
- 1955: Die Fischer von Jinjaboa – Regie: Hans Rosenhauer (mit Hans Paetsch, Rolf Boysen, Peter Paul u. a.) (NWR)
- 1955: (27. Mai) So zärtlich war Suleyken. Topographie einer maurischen Seele, NWDR, 56:10 Min
- 1955: (31. Mai) Der hilflose Diktator Konsument, Folge 1: Wer kauft hat mehr vom Leben, Regie: Wolfgang Schwade NWDR 57:40 Min
- 1955: (2. Juni) Der hilflose Diktator Konsument, Folge 2: Wer nicht kauft hat mehr vom Leben, Regie: Wolfgang Schwade NWDR 58:10 Min
- 1955: (3. Juni) Der hilflose Diktator Konsument, Folge 3: Der goldene und der graue Luxus, Wolfgang Schwade NWDR 29:20 Min
- 1955: (17. November) Das schönste Fest der Welt – Regie: Hans Gertberg (mit Richard Münch, Fritz Schröder-Jahn, Heinz Reincke u. a.) (NDR) 67:15Min
- 1955: (24. November) Der Leseteufel; NWDR 12:10Min
- 1956: (11. Januar) Der Hafen ist voller Geheimnisse, Regie: Gustav Burmester, NDR 56:10 Min
- 1956: (28. April) Der fliegende Holländer. Eine Betrachtungüber die Historischen und literarischen Vorbilder des "Fliegenden Holländers". Zur Anatomie einer Sage, NDR 29:10 Min.
- 1956: (9. Juli) Fortsetzung folgt, Zur Entstehungsgeschichte eines illustrierten Romans, Regie: Gerlach Fiedler, NDR, 50:00 Min.
- 1956: (19. August) Charmantes Scharmützel. Wippchens erträumte Kriegsberichte, NDR 41:30 Min.
- 1956: (26. August) Die Kunst einen Fisch zu fangen. Meditation über das Angeln, NDR 12:10Min
- 1956: (27. November) Die neuen Stützen der Gesellschaft. Eine Betrachtung, Regie: Kurt Reiss, NDR, 51:50 Min.
- 1956: (1. Dezember) Die Kunst des richtigen Hörens. Aus der Stimme lesen, NDR 13:57 Min.
- 1957: (2. Januar) Woran arbeiten Sie gerade? Siegfried Lenz liest aus einem unveröffentlichten Roman, NDR, 51:35 Min.
- 1957: (17. Januar) Die Autoren Siegfried Lenz, Peter Bamm, Ernst Schnabel; Jürgen Eggebrecht Titel: Autoren des Nachtprogramms erzählen Streifgeschichten, NDR, 38:40 Min.
- 1957: (17. Januar) Die Macht des Mythos, NDR 27:50 Min.
- 1957: (2. Februar) Die Muschel öffnet sich langsam, Regie: Kurt Hübner, NDR, 55:00 Min. NDR Schallarchiv 95 505/1-3
- 1957: (8. März) Abschied von der Landschaft. Die sich wandelnden Aspekte der Landschaft in verschiedenen Zeiten, NDR, 73:45 Min NDR Schallarchiv N298/1-2
- 1957: (4. Mai) Am Widerhaken hängt das Glück. Ge- schichten und Beiträge zur Kunst des Fischfangs aus alter und neuer Zeit Regie: Gerhard Lippert

Produktion: NDR Dauer: 66:30 Min. NDR Schallarchiv N 345/1-3
- 1957: (23. Juli) Was bleibt ist die Chance. die Gesichter des Glücksspiels, NDR, 28:00 Min NDR Schallarchiv Z910/1
- 1957: (9. August) Hinter der Fliegenschnur. Eine Geschichte aus Spanien. Spanisches Kneipenleben enthaltsam verfolgt von Siegfried Lenz, NDR 23:30 Min. NDR Schallarchiv WR 3051/1
- 1957: (22. August) Der Mann im Strom. Eine Lesung, NDR 18:10 Min. NDR Schallarchiv W 025853
- 1957: (3. Oktober) Der Traum von Wein und Weizen. Der Mensch und sein Verhältnis zum Boden, Regie: Otto Kurth, NDR Schallarchiv H000189, 76:50 Min
- 1957: (29. Oktober) Gespräch zwischen Siegfried Lenz und Prof.Erich Hesse, Der Mensch und die moderne Medizin. Teil 1: Die Feststellung der Krankheit, NDR Schallarchiv Z 1120/1, 24:00 Min.
- 1957: (4. November) Kummer in Balnibari. Jonathan Swift und die moderne Technik, NDR Schallarchiv W026806, 26:50 Min.
- 1957: (15. November) Gespräch zwischen Siegfried Lenz und Prof.Erich Hesse, Der Mensch und die moderne Medizin. Teil 2: Psychosomatik oder Medikament, NDR Schallarchiv Z 1124/1, 24:25 Min.
- 1957: (12. November) Gespräch zwischen Siegfried Lenz und Prof.Erich Hesse, Der Mensch und die moderne Medizin. Teil 3: Der operative Eingriff NDR Schallarchiv Z 1176/1 21:50 Min.
- 1957: (19. November) Gespräch zwischen Siegfried Lenz und Prof.Erich Hesse, Der Mensch und die moderne Medizin. Teil 4: Das Ende der Krankheit NDR Schallarchiv Z 1181/1 27:20 Min.
- 1957: (29. Dezember) Diverse Autoren und Siegfried Lenz, Die Kostüme des Teufels oder Die sieben Todsünden, NDR Schallarchiv WR04434, 54:50 Min.
- 1958: (15. Februar) Hamburger Stundengesichter. Lenz berichtet von einer Ringreise durch einen Tag in Hamburg, NDR Schallarchiv Z1415/1, 27:45 Min.
- 1958: (18. Mai) Im Arsenal der Archetypen. Ein Versuch die stehenden Konflikte der Romanliteratur zu beschreiben. NDR Schallarchiv N 551/1-2, 48:35 Min.
- 1958: (29. Mai) Glanz der nie erlischt. Auf der Suche nach mystischen Schätzen, Folge 1: Die Angst und der Donnerkeil, NDR Schallarchiv H459/1-2, 42:20 Min.
- 1958: (31. Mai) Glanz der nie erlischt. Auf der Suche nach mystischen Schätzen, Folge 2: Das goldene Vlies, NDR Schallarchiv H463/1-2, 44:10 Min.
- 1958: (4. Juni) Glanz der nie erlischt. Auf der Suche nach mystischen Schätzen, Folge 3: Die goldene Äpfel und der Lebenspfahl, NDR Schallarchiv H470/1-2, 40:20 Min.
- 1958: (6. Juni) Glanz der nie erlischt. Auf der Suche nach mystischen Schätzen, Folge 4: Der grosse Gral, NDR Schallarchiv H476/1-2, 42:10 Min.
- 1958: (14. August) Unter Dampf gesetzt. Finnisches Saunaleben, NDR Schallarchiv W 028887, 19:10 Min.
- 1958: (21. August) Unter der Insektenglocke. Reisebericht aus Finnland, NDR Schallarchiv W028886 18:00 Min.
- 1958: (15. Oktober) Die Sumpfleute. Erwanderte Einsichten aus Lappland, Regie: Wolfgang Schwade, NDR Schallarchiv H 363/1-2, 58:30 Min.
- 1958: (28. Oktober) Die Lieblingsspeise der Hyänen. Eine Erzählung, NDR Schallarchiv W029357, 14:20 Min.
- 1958: (4. November) Der vollkommene Angler, Isaac Walton und seine hohe Schule des Fischfangs, NDR Schallarchiv W029376, 29:30 Min.
- 1958: (10. Dezember) Stimmung der See. Eine Erzählung, NDR Schallarchiv W029699, 54:05 Min.
- 1958: Das Haus der empfindsamen Herzen: Zur Genealogie und Ästhetik eines Illustrierten-Romans – Regie: Wolfgang Schenck, Fritz Weißenbach (mit Brigitte Dryander, Hans Goguel, Otto Karl Müller u. a.) (SR)
- 1958: (31. Dezember) Süsse Wochen – saure Feste. Selbstporträt eines berufsmässigen Alleinversorgers, NDR Schallarchiv WR 7882/1, 14:40 Min.
- 1960: Zeit der Schuldlosen – Regie: Fritz Schröder-Jahn (mit Friedrich Siemers, Hans Goguel, Siegfried Wischnewski u. a.) (SWF / NDR) (Gerhart-Hauptmann-Preis 1961)
- 1961: Zeit der Schuldlgen – Regie: Fritz Schröder-Jahn (mit Willy Trenk-Trebitsch, Herbert Fleischmann, Victor Stefan Goertz u. a.) (NDR / SWF)
- 1963: Haussuchung – Regie: Fritz Schröder-Jahn (mit Renate Heilmeyer, Klaus Höhne, Karl-Heinz Gerdesmann u. a.) (NDR / SWF)
- 1963: Der Störenfried – Regie: Oskar Nitschke (mit Klaus Kammer) (SDR)
- 1964: Das Gesicht – Bearbeitung: Marianne Kesting (mit Wolfgang Schirlitz, Ferdinand Muth, Joachim Böse u. a.) (DLF)
- 1964: Der Gesandte – Regie: Fritz Schröder-Jahn (mit Hans Paetsch, Rosel Schäfer, Ernst Jacobi u. a.) (NDR / HR / SFB)
- 1965: Die Glücksfamilie des Monats – Regie: Otto Kurth (mit Ulrich Matschoss, Lotte Betke, Julia Costa u. a.) (SDR / DLF)
- 1966: Die Enttäuschung – Regie: Fritz Schröder-Jahn (mit Hans Lietzau, Hans Clarin, Walter Jokisch u. a.) (NDR / SDR)
- 1966: In fremder Sache – Regie: Cläre Schimmel (mit Erika von Thellmann, Cordula Trantow, Urich Matschoss u. a.) (SDR)
- 1967: Das Labyrinth – Regie: Fritz Schröder-Jahn (mit Lucie Mannheim, Grete Mosheim, Albert Johannes u. a.) (NDR / SDR)
- 1969: Herr und Frau S. in Erwartung ihrer Gäste – Regie: Fritz Schröder-Jahn (mit Eva Katharina Schultz, Werner Rundshagen) (NDR / SFB)
- 1970: Die Aussprache – Regie: Heinz Wilhelm Schwarz (mit Friedrich W. Bauschulte, Horst Niendorf, Axel Bauer u. a.) (WDR / HR)

## Film
- Siegfried Lenz – Schriftsteller und Menschenfreund. Dokumentarfilm, Deutschland, 2011, auf youtube.com 43:40 Min., Buch und Regie: Adrian Stangl, Produktion: arte, NDR, Reihe: Mein Leben, Erstsendung: 21. März 2011 bei arte.